# Molersten
Molersten er hovedsageligt fremstillet af brændt moler og har cirka den samme isoleringsevne og halve massefylde som gipsplader. Molersten har så stort indhold af luft at de kan flyde på vand. Det store luftindhold gør stenene relativt isolerende med en lambda værdi af 0,10-0,15 dog er isoleringsværdi påvirket af temperatur og falder til lambda værdi 0,26 ved 800°C. De er velegnet til bl.a. til ovne, skorstene og er stabil med temperature op til 1000°C.
Molersten har et massefylde på ca. 450-960 kg/m³. Trykstyrke for molersten til industri er fra 1,5-18,0 MPa